# إعلان فيلادلفيا
إعلان فيلادلفيا (10 مايو 1944) الذي أعاد التأكيد على الأهداف التقليدية لمنظمة العمل الدولية ثم تفرع في اتجاهين جديدين: مركزية حقوق الإنسان في السياسة الاجتماعية، والحاجة إلى التخطيط الاقتصادي الدولي. :481–2مع اقتراب نهاية الحرب العالمية، سعى الإعلان إلى تكييف المبادئ التوجيهية لمنظمة العمل الدولية «مع الحقائق الجديدة والتطلعات الجديدة التي أثارتها الآمال في عالم أفضل». :287تم اعتماد الإعلان في المؤتمر السادس والعشرين لمنظمة العمل الدولية في فيلادلفيا، الولايات المتحدة الأمريكية. :481في عام 1946، عندما تمت مراجعة دستور منظمة العمل الدولية من قبل المؤتمر العام المنعقد في مونتريال، تم إلحاق إعلان فيلادلفيا بالدستور ويشكل الآن جزءًا لا يتجزأ منه بموجب المادة 1. :287
تمت صياغة الإعلان من قبل مدير منظمة العمل الدولية بالإنابة آنذاك، إدوارد ج. فيلان، وسي ويلفريد جينكس. :481 جاءت معظم مطالب الإعلان نتيجة شراكة بين نقابات عمالية أمريكية وغربية وأمانة منظمة العمل الدولية. :481

## نقاط عامة
يبدأ الإعلان بأهداف ومقاصد عامة لمنظمة العمل الدولية ثم يعدد الإصلاحات المحددة التي، على عكس تلك الموجودة في دستور منظمة العمل الدولية الأصلي، يتم التعبير عنها بعبارات أوسع لتلبية الاحتياجات والتطلعات الفورية والمستقبلية. :288–9

## الخطوط العريضة
وركز الإعلان على سلسلة من المبادئ الأساسية لتجسيد عمل منظمة العمل الدولية. وتشمل هذه:
- العمل ليس سلعة.
- حرية التعبير وتكوين الجمعيات أمران أساسيان للتقدم المستمر.
- يشكل الفقر في أي مكان خطرا على الازدهار في كل مكان.
- تتطلب الحرب ضد العوز... قوة لا هوادة فيها... (من أجل) تعزيز الرفاهية المشتركة.
- لجميع البشر، بغض النظر عن العرق أو العقيدة أو الجنس، الحق في السعي وراء رفاههم المادي ونموهم الروحي في ظروف من الحرية والكرامة والأمن الاقتصادي وتكافؤ الفرص.

تحقيق هذه الأهداف الأساسية «العمل الدولي والوطني الفعال» هو أمر ضروري. :288
لا يتصور الإعلان أن مبادئه العالمية ستؤدي إلى ظهور معايير عمل موحدة ولكنه ينص صراحةً على أنه «يجب تحديد المعايير مع إيلاء الاعتبار الواجب لمرحلة التنمية الاجتماعية والاقتصادية التي بلغها كل شعب»، وأن «تطبيقها التدريجي على الشعوب التابعة، والمتمتعة بالحكم الذاتي، هي مسألة تهم العالم المتحضر بأسره»(V). :288

## التقييم
أعاد إعلان فيلادلفيا الحياة إلى منظمة العمل الدولية، التي كما هو حال معظم منظومة عصبة الأمم، دخلت في حالة سبات في أواخر الثلاثينيات. :941
نص الإعلان على أن منظمة العمل الدولية هي الوكالة الرئيسية بين الهيئات الدولية المتخصصة، مما يضع منظمة العمل الدولية «على نفس مستوى الأمم المتحدة باعتبارها النظير الاقتصادي لتلك الهيئة السياسية العالمية». :482 ولكن بدلاً من ذلك، فإن الدور الذي رآه الإعلان لمنظمة العمل الدولية اخذه المجلس الاقتصادي والاجتماعي التابع للأمم المتحدة. :482 :45
أعطى تركيز الإعلان على حقوق الإنسان ثماره، حيث أصدرت منظمة العمل الدولية سلسلة من الاتفاقيات والتوصيات التي تتناول تفتيش العمل والحرية النقابية والحق في التنظيم والمفاوضة المشتركة والمساواة في الأجور ضد العمل القسري والتمييز.

## روابط خارجية
- إعلان بشأن أهداف ومقاصد منظمة العمل الدولية (إعلان فيلادلفيا)
- إعلان فيلادلفيا لمنظمة العمل الدولية
- دستور منظمة العمل الدولية
- موقع منظمة العمل الدولية